# Hendzser
Hendzser (uralkodói nevén Uszerkaré) az ókori egyiptomi XIII. dinasztia egyik uralkodója. A kronológiában elfoglalt helyéről és uralkodásának hosszáról nincs egyezség a tudósok között. Kisebb piramisa épült Szakkarában, így valószínű, hogy Memphiszből kormányzott.

## Neve
A Hendzser név nem volt gyakori Egyiptomban. Magánszemélynél csak két előfordulása ismert: az Aberdeeni Egyetem Marischal Múzeumában őrzött sztélén (ABDUA 21642) és egy Liverpoolban lévő sztélén (M13635) Mindkét sztélé körülbelül ebből az időből származik, így lehet, hogy a rajtuk említett személyeket a királyról nevezték el. A név valószínűleg idegen eredetű, Ryholt szerint azonos a „vaddisznó” jelentésű sémi h(n)zr névvel. Ryholt véleménye szerint az azonosítást megerősíti, hogy a király uralkodása alatt az egyik pecséten nevének hzr variánsa is előfordul. A „vaddisznó” szó „akkádul huzīru, arabul, hinzīr, arámiul hazīrā, héberül hazīr alakban fordul elő (hēzīr formában szerepel névként a Biblia, I.Krón. 24:15, Neh. 10:20) a nuzi szövegekben hu-zi-ri, Ugaritban hnzr, amoritául talán hi-zi-ri.” Hendzser így a legkorábbi ismert sémi származású uralkodó egy őslakos egyiptomi dinasztiában. Trónneve, az Uszerkaré jelentése: „Ré lelke hatalmas”. Koronázásakor lehet, hogy egy másik trónneve is volt, a Nimaatré, melynek jelentése „Ré Maathoz tartozó”. Ez a név szerepel Hendzser neve mellett Ameniszoneb sztéléjének tetején (Louvre C12).

## Helye a kronológiában

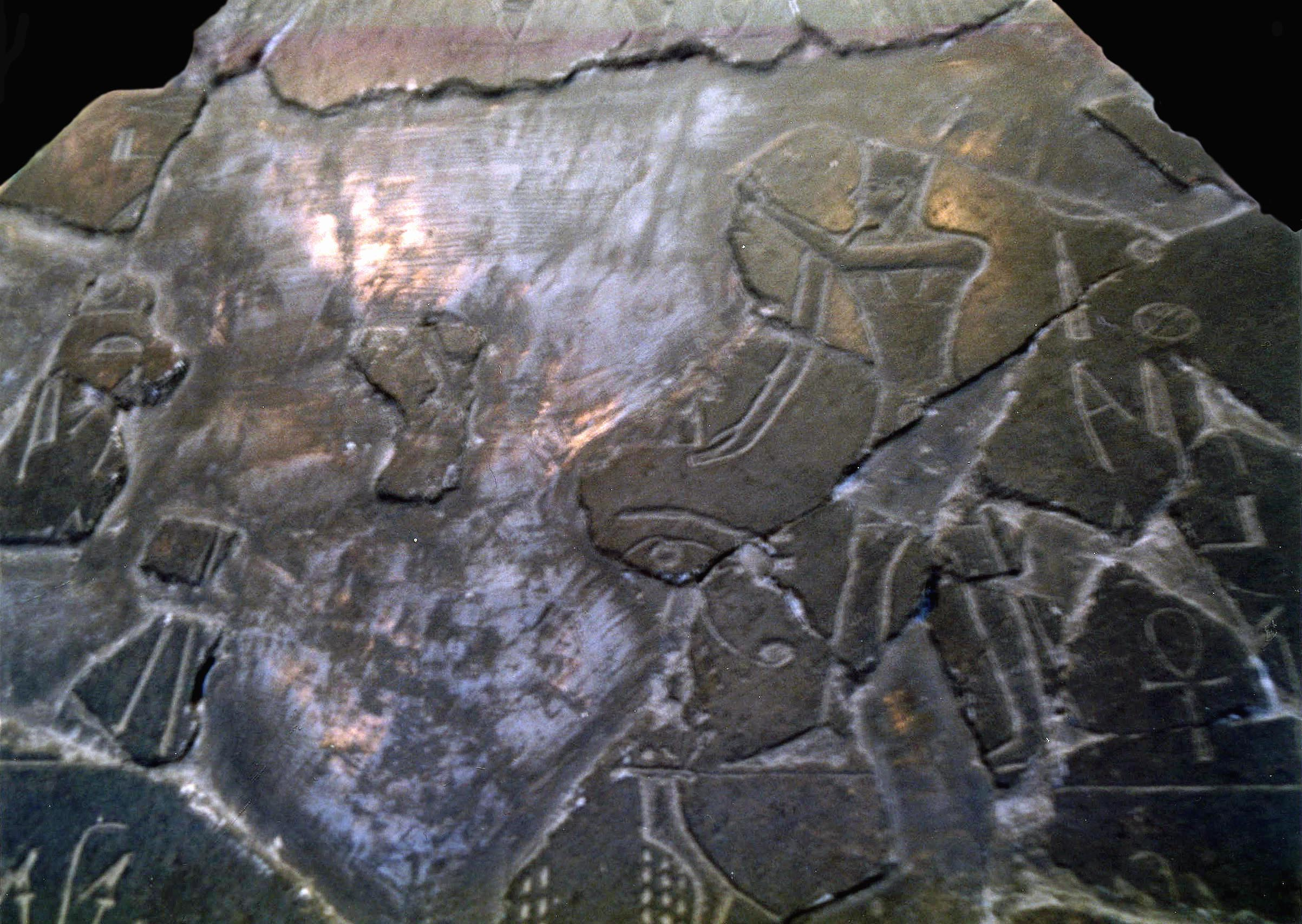
Hendzser áldozatot mutat be. Piramisának piramidionja

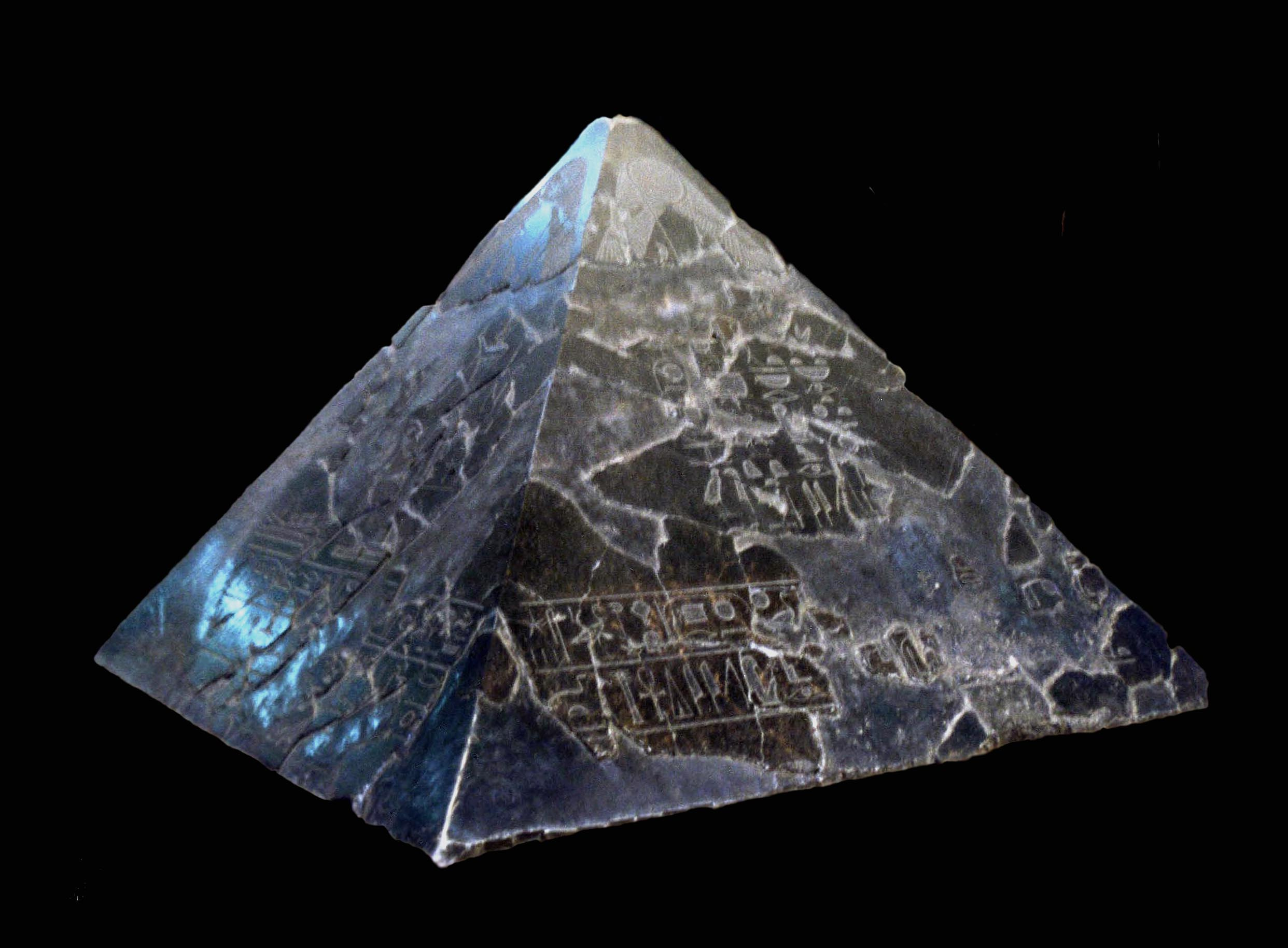
Hendzser piramisának piramidionja

Hendzser pontos helye a dinasztiában nem dönthető el teljes bizonyossággal, mert az előtte uralkodó királyokkal kapcsolatban sok a bizonytalanság. Darrell Baker szerint a dinasztia huszonegyedik uralkodója volt,  Ryholt szerint a huszonkettedik, Jürgen von Beckerath szerint a tizenhetedik. Közvetlen elődjének kiléte is vitatott, Baker és Ryholt szerint Ugaf volt az, akit azonban többen összetévesztenek I. Szobekhoteppel, így nem tudni biztosan, melyik volt a dinasztia alapítója és melyik Hendzser elődje.
Ryholt megjegyzi, hogy a Hendzser befejezetlen piramiskomplexumában talált feliratok legalább 3 vagy 4 év és 3 hónap 5 nap uralkodási időt bizonyítanak. Az egyik felirat keletkezési dátuma az 1. év áradás évszaka  1. havának 10. napja, a másik az 5. év áradás évszaka 4. havának 15. napja. Utóbbi a legkésőbbi dátum Hendzser uralkodásának idejéből. A feliratok megemlítenek három hivatalnokot, akik részt vettek az építkezésben, ők Szenebtifi, a palota kamarása, valamint Ameni és Sebenu kamarások. Utóbbi más forrásokból is ismert.
Ryholt és Baker szerint Hendzser i. e. 1764–1759 között, Donald Redford szerint i. e. 1756–1751 között, Thomas Schneider és Detlef Franke szerint i. e. 1718–1712 között uralkodott.

## Piramisa
Hendzser főleg szakkarai piramiskomplexumáról ismert, melyet Gustave Jequier tárt fel. Maga a piramis feltehetőleg teljesen felépült, mert piramidionját megtalálták. Előkerült egy kanópuszedény töredéke is, rajta Hendzser királynéja részben fennmaradt nevével: Szeneb[…], feltehetőleg Szenebhenasz. Ma a kairói Egyiptomi Múzeumban található (JE 54498). A király neve szerepel többek közt egy abüdoszi sztélén, melyen megemlítik, hogy építkezéseket folytatott az Ozirisz-templomnál; ezen említik Anhu vezírt is. Egy másik sztélén, mely egykor Liverpoolban volt, de a második világháború idején elpusztult, szerepel „a király fia, Hendzser” neve; ő talán Hendzser azonos nevű fia volt. Ryholt említi, hogy szerepel a király neve három pecséthengeren Athribiszből, egy csempén Listből, valamint szkarabeuszokon, illetve egy fejsze pengéjén.

## Név, titulatúra
A fáraók titulatúrájának magyarázatát és történetét lásd az Ötelemű titulatúra szócikkben.
| M23 | L2 |

| M23 | L2 |

| ra | wsr | s | kA |

| ra | wsr | s | kA |

| ra | wsr | s | kA |

| ra | wsr | s | kA |

| ra | wsr | s | kA |

| ra | wsr | s | kA |

| ra | wsr | s | kA |

| ra | wsr | s | kA |

| M23 | L2 |

| M23 | L2 |

| ra | wsr | s | kA |

| ra | wsr | s | kA |

| ra | wsr | s | kA |

| ra | wsr | s | kA |

| ra | wsr | s | kA |

| ra | wsr | s | kA |

| ra | wsr | s | kA |

| ra | wsr | s | kA |

| G39 | N5 | \| \| |
|     |    |       |

|  |

| G39 | N5 | \| \| |
|     |    |       |

|  |

| x · n | Dr · r |

| x · n | Dr · r |

| x · n | Dr · r |

| x · n | Dr · r |

| x · n | Dr · r |

| x · n | Dr · r |

| x · n | Dr · r |

| x · n | Dr · r |

| G39 | N5 | \| \| |
|     |    |       |

|  |

| G39 | N5 | \| \| |
|     |    |       |

|  |

| x · n | Dr · r |

| x · n | Dr · r |

| x · n | Dr · r |

| x · n | Dr · r |

| x · n | Dr · r |

| x · n | Dr · r |

| x · n | Dr · r |

| x · n | Dr · r |

## Fordítás
- Ez a szócikk részben vagy egészben  a   Khendjer című angol Wikipédia-szócikk ezen változatának fordításán alapul.  Az eredeti cikk szerkesztőit annak laptörténete sorolja fel. Ez a jelzés csupán a megfogalmazás eredetét és a szerzői jogokat jelzi, nem szolgál a cikkben szereplő információk forrásmegjelöléseként.